# 1962 w polityce

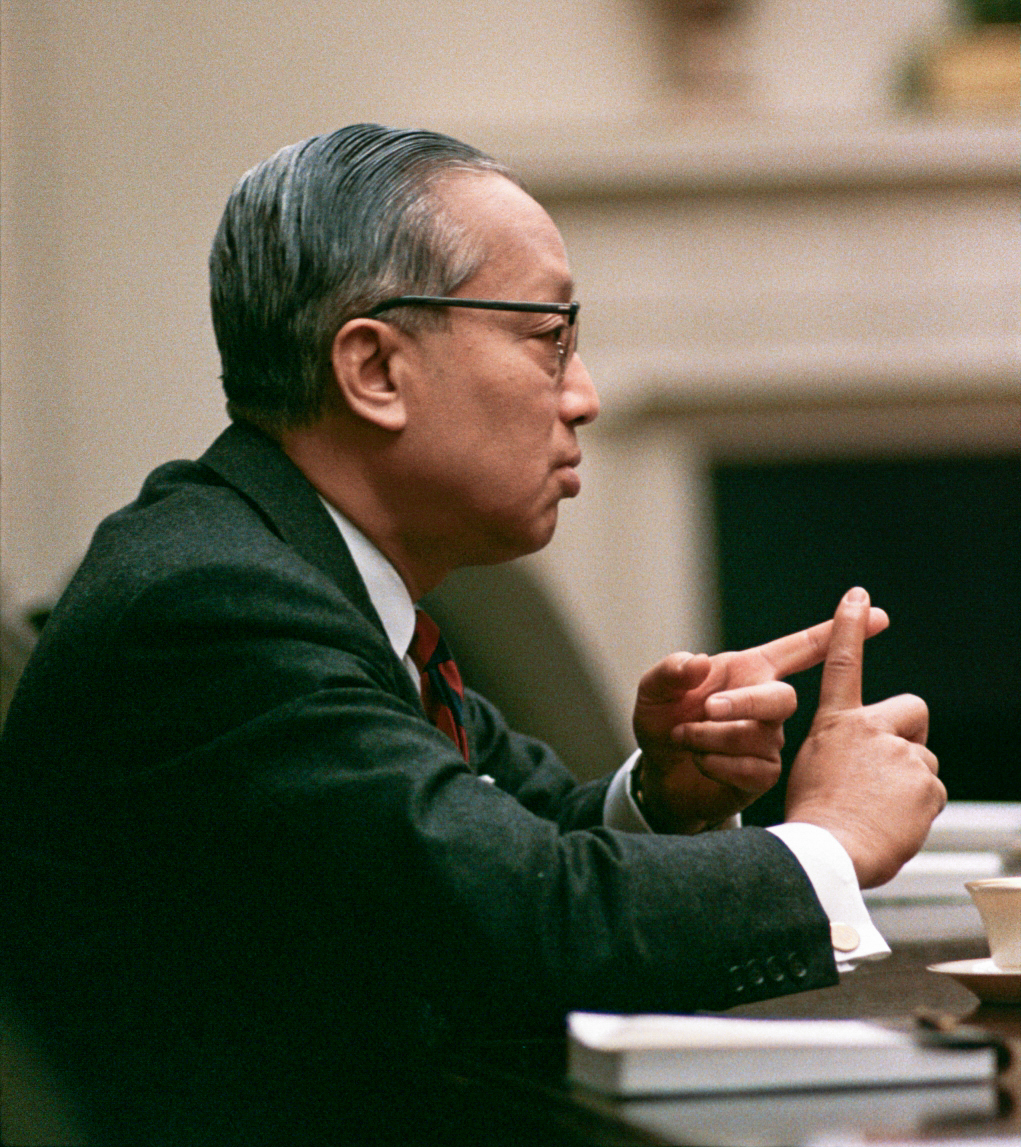
U Thant

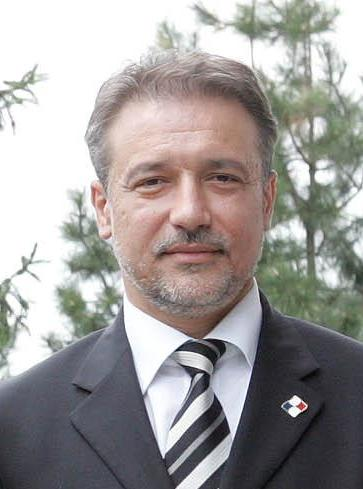
Branko Crwenkowski

Wydarzenia polityczne w 1962 roku.

## Styczeń
- 1 stycznia – Wielka Brytania przyznała niepodległość Samoa Zachodniemu[1].

## Luty
- 15 lutego – Urho Kaleva Kekkonen powtórnie został prezydentem Finlandii[2].

## Marzec
- 2 marca – władzę w Birmie przejął generał Ne Win wraz z Radą Rewolucyjną[1].
- 18 marca – w Évian-les-Bains Francja podpisała porozumienie o zawieszeniu broni i uznaniu niepodległości Algierii[1].

## Maj
- 1 maja – urodził się Aleksander Grad, polityk Platformy Obywatelskiej[3].
- 11 maja – Antonio Segni został prezydentem Włoch[4].
- 12 maja – w Paryżu powołano do życia unię monetarną państw strefy franka francuskiego. W unii znalazły się: Mauretania, Dahomej, Górna Wolta, Sudan Francuski, Senegal, Niger i Wybrzeże Kości Słoniowej[1].
- 21 maja – prezydent Zjednoczonej Republiki Arabskiej Gamal Abdel Naser uchwalił nową konstytucję[1].
- 31 maja – w Izraelu stracono Adolfa Eichmanna, zbrodniarza hitlerowskiego[5][6].

## Sierpień
- 5 sierpnia – Nelson Mandela został umieszczony w więzieniu[7].
- 6 sierpnia – Jamajka ogłosiła niepodległość[1].
- 31 sierpnia – zmarł generał Felicjan Sławoj Składkowski[8].

## Wrzesień
- 25 września – proklamowano powstanie Algierii[1].
- 27 września – na czele Algierii stanął Ahmad Ben Bella[1].

## Październik
- 12 października – urodził się Branko Crwenkowski, prezydent Macedonii[9].
- 15–28 października – doszło do kryzysu kubańskiego – w wyniku rozmieszczenia przez ZSRR pocisków rakietowych na Kubie prezydent Stanów Zjednoczonych John F. Kennedy wprowadził blokadę Kuby i zażądał wycofania rakiet. W wyniku kryzysu zaistniała groźna wybuchu konfliktu ogólnoświatowego. Nikita Chruszczow zgodził się na demontaż rakiet w zamian za gwarancję nieagresji Stanów Zjednoczonych na Kubę[1].
- 22 października – prezydent John F. Kennedy zarządził blokadę morską Kuby[10].

## Listopad
- 27 listopada – Todor Żiwkow został premierem Bułgarii[11].
- 30 listopada – U Thant został wybrany na sekretarza generalnego ONZ[12].

## Grudzień
- Pokojową Nagrodę Nobla otrzymał Linus Pauling[1].